# Blek vinterskivling
Blek vinterskivling (Flammulina fennae) är en svampart som beskrevs av Bas 1983. Blek vinterskivling ingår i släktet Flammulina och familjen Physalacriaceae.  Arten är reproducerande i Sverige. Inga underarter finns listade i Catalogue of Life.